# Višegodišnja zeljasta biljka
Višegodišnja biljka, ili stručnije perena, zajednički je naziv za veliki broj zeljastih biljnih vrsta. Radi se o divljim samoniklim ili o ukrasnim biljkama koje mogu da žive od 3 pa sve do 30 godina. Naziv su dobile po latinskoj reči perennis što znači „trajan”. Ove biljke prezimljavaju putem rizoma, gomolja, stolona, tako da tokom zime gube nadzemni deo, koji se novim izdancima u proleće ponovo regeneriše. Mogu biti različite visine, boje, oblika i veličine lista, kao i različitog vremena cvetanja.

## Spoljašnje veze
- USDA Plant Hardiness Zone Map
- Gardening with Perennials Архивирано на веб-сајту  (2. мај 2015)
- Edible Aroids Архивирано на веб-сајту  (1. јун 2013)
- Plants for a Future